# Marion Heights (Pensilvania)
Marion Heights es un borough ubicado en el condado de Northumberland en el estado estadounidense de Pensilvania. En el año 2000 tenía una población de 735 habitantes y una densidad poblacional de 1,493.6 personas por km².

## Geografía
Marion Heights se encuentra ubicado en las coordenadas 40°48′17″N 76°27′50″O / 40.80472, -76.46389.

## Demografía
Según la Oficina del Censo en 2000 los ingresos medios por hogar en la localidad eran de $29,107 y los ingresos medios por familia eran $37,500. Los hombres tenían unos ingresos medios de $31,029 frente a los $21,250 para las mujeres. La renta per cápita para la localidad era de $15,772. Alrededor del 5.9% de la población estaba por debajo del umbral de pobreza.